# Beli Potok (Leskovac)
Beli Potok (Leskovac) (em cirílico: Бели Поток) é uma vila da Sérvia localizada no município de Leskovac, pertencente ao distrito de Jablanica, na região de Jablanica. A sua população era de 575 habitantes segundo o censo de 2002.

## Demografia
| 1948 | 1953 | 1961 | 1971 | 1981 | 1991 | 2002 | 2011 |
| ---- | ---- | ---- | ---- | ---- | ---- | ---- | ---- |
| 493  | 546  | 590  | 623  | 662  | 646  | 629  | 575  |